# Shin Megami Tensei: Imagine
A Shin Megami Tensei: Imagine (真・女神転生IMAGINE; magyaros átírással Sin Megami Tenszei IMAGINE), eredetileg Megami Tensei Online Imagine (女神転生ONLINE IMAGINE; magyaros átírással Megami Tenszei ONLINE IMAGINE), egy MMORPG játék ami a Megami Tensei univerzumban játszódik. Az Aeria Games megszerezte a játék jogait a Cave Co., Ltd.-től.
Japánban 2007-ben adták ki a Shin Megami Tensei: Imagine Online-t, ami a Cave MMORPG játéka PC-re. Több elemet vett át az előző játékokból. A játék ingyenes, de a játékban vannak olyan tárgyak amiket „valódi” pénzzel kell kifizetni. 2008. szeptember 9-én bejelentették, hogy az Aeria Games & Entertainment fogja kiadni a játékot Észak-Amerikában és Európában. A béta tesztekre a meghívókat 2008. december 1-jén küldték ki, de a béta még aznap bezárt. A Shin Megami Tensei: Imagine nyílt béta tesztje december 30-án kezdődött. A játékot már ingyen le lehet tölteni.

## Játék leírás
A játék a jövőben játszódik ahol démonok szállták meg a Földet a teleportáció felfedezésével egy időben. Az emberek megtanultak együtt élni velük. A játékos egy „Demon Buster” (vagy csak simán DB), aki ezekkel a démonokkal harcol. A játéknak anime hatású grafikája van. A Demon Busterek fel vannak szerelve hordozható számítógépekkel (COMPs).
Számtalan elem különbözik az eredeti Japán és az Észak-Amerikai szerver között, 2012 óta viszont mindkét helyen a publisher az Atlus.
A játékban valós idejű parancsokat adhatunk, ezek időbe telnek mire megcsinálja a karakter (casting és cool-down idő), Az embert az iránynyilakkal és az egérrel lehet irányítani. A karakter démona magától is cselekszik, de TAB billentyűvel átváltható rá az irányítás.
Nincsenek klasszikus értelemben vett osztályok, a karakter teljesen szabadon fejleszthető és "foglalkozását" a képzettségek döntik el. Ezek alapján leginkább Mage/Gunner/Melee/Synther típusok építhetőek fel.
A játék a Shin Megami Tensei és a Shin Megami Tensei II között játszódik. Tokióban valamikor a 21. században (202X-ben), a túlélők különböző városokban élnek (III. Home – Harmadik Otthon). Ezeket a túlélőket egy „Seven Philosophers” (Hét Filozófus) nevű csoport vezeti akik egy nagy tornyot építettek, a Shinjuku Babelt (egy hatalmas torony). A többi túlélő a föld alá menekült. Ebben a világban a démonok szabadon járkálnak és a játékosok dolga ezek legyőzése. A játékos el is foghatja ezeket a „démonokat”, majd kombinálhatja ezeket. A játékos jelleme szabadon mozog egy negatív és egy pozitív értékhatár között, azonban három tartományon belül három különböző jellemhez tartozhat, ezek a következőek: Law (azaz Törvényes), Chaos (azaz Kaotikus), vagy a Neutral (azaz Semleges). Ezeket játék közben is meg lehet változtatni, ha adakozik a játékos a Law vagy a Chaos templomaiban.
Két fajta küldetéstípus van. Az actok és a questek. Az actok a fő történetszálhoz kapcsolódó küldetések, amik kifejezett játékelemeket tesznek idővel elérhetővé (DB Licenc megszerzése, Wildcat drive megszerzése, stb.) míg a questek szabadon választhatóak.

## Zene
A játék zenéjét Meguro Sódzsi, Josikava Kenicsi és Maszuko Cukasza komponálta.
| 1.  | Title                       | 1:56 |
| 2.  | Opening                     | 1:38 |
| 3.  | Character Making            | 2:41 |
| 4.  | Tutorial                    | 2:32 |
| 5.  | Normal Battle               | 1:59 |
| 6.  | Heretic Mansion             | 2:08 |
| 7.  | No. 3 Home                  | 2:06 |
| 8.  | Arajuku Babel               | 2:13 |
| 9.  | Head Temple                 | 1:25 |
| 10. | Suginami Field              | 1:44 |
| 11. | Nakano Field                | 2:35 |
| 12. | Shibuya Field               | 1:31 |
| 13. | Shinagawa Field             | 2:18 |
| 14. | Ichigaya Field              | 1:51 |
| 15. | Ueno Field                  | 2:18 |
| 16. | Suginami Dungeon            | 2:20 |
| 17. | Ichigaya Dungeon            | 1:33 |
| 18. | Shibuya Dungeon             | 2:05 |
| 19. | Shinjuku Dungeon            | 2:12 |
| 20. | Ueno Dungeon                | 2:23 |
| 21. | Goat Seller                 | 1:32 |
| 22. | Credit                      | 2:00 |
| 23. | Small Boss Battle           | 3:07 |
| 24. | Medium Boss Battle          | 3:20 |
| 25. | Title - Remix Version       | 1:50 |
| 26. | Head Temple - Remix Version | 1:27 |

## Fordítás
- Ez a szócikk részben vagy egészben  a   Shin Megami Tensei: Imagine című angol Wikipédia-szócikk fordításán alapul.  Az eredeti cikk szerkesztőit annak laptörténete sorolja fel. Ez a jelzés csupán a megfogalmazás eredetét és a szerzői jogokat jelzi, nem szolgál a cikkben szereplő információk forrásmegjelöléseként.

## Külső hivatkozások
- Hivatalos angol oldal
- Hivatalos német oldal
- Hivatalos japán oldal Archiválva 2016. július 14-i dátummal a Wayback Machine-ben
- Megami Tensei Wiki
- GameFAQs